# Wächtersteine

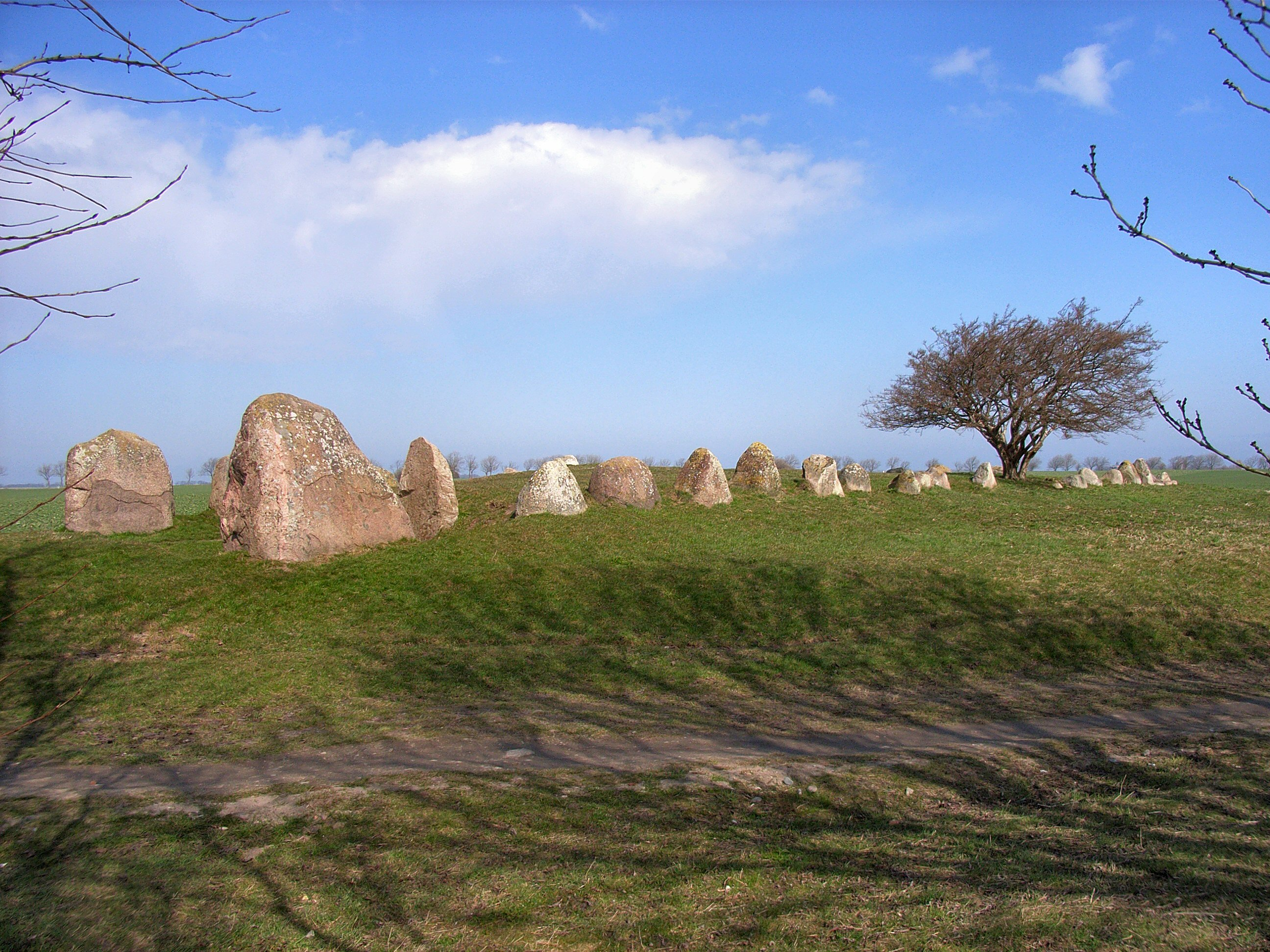
Nobbin op Rügen

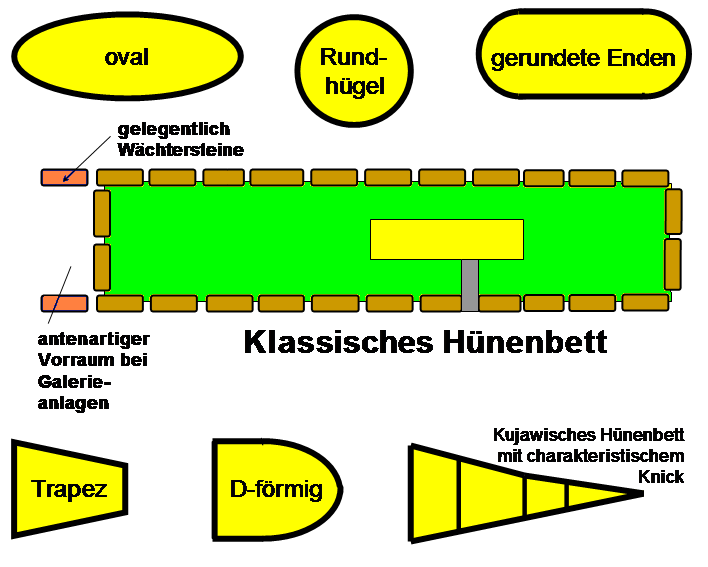
Schematische weergave van een klassiek Hünnenbett met Wächtersteine

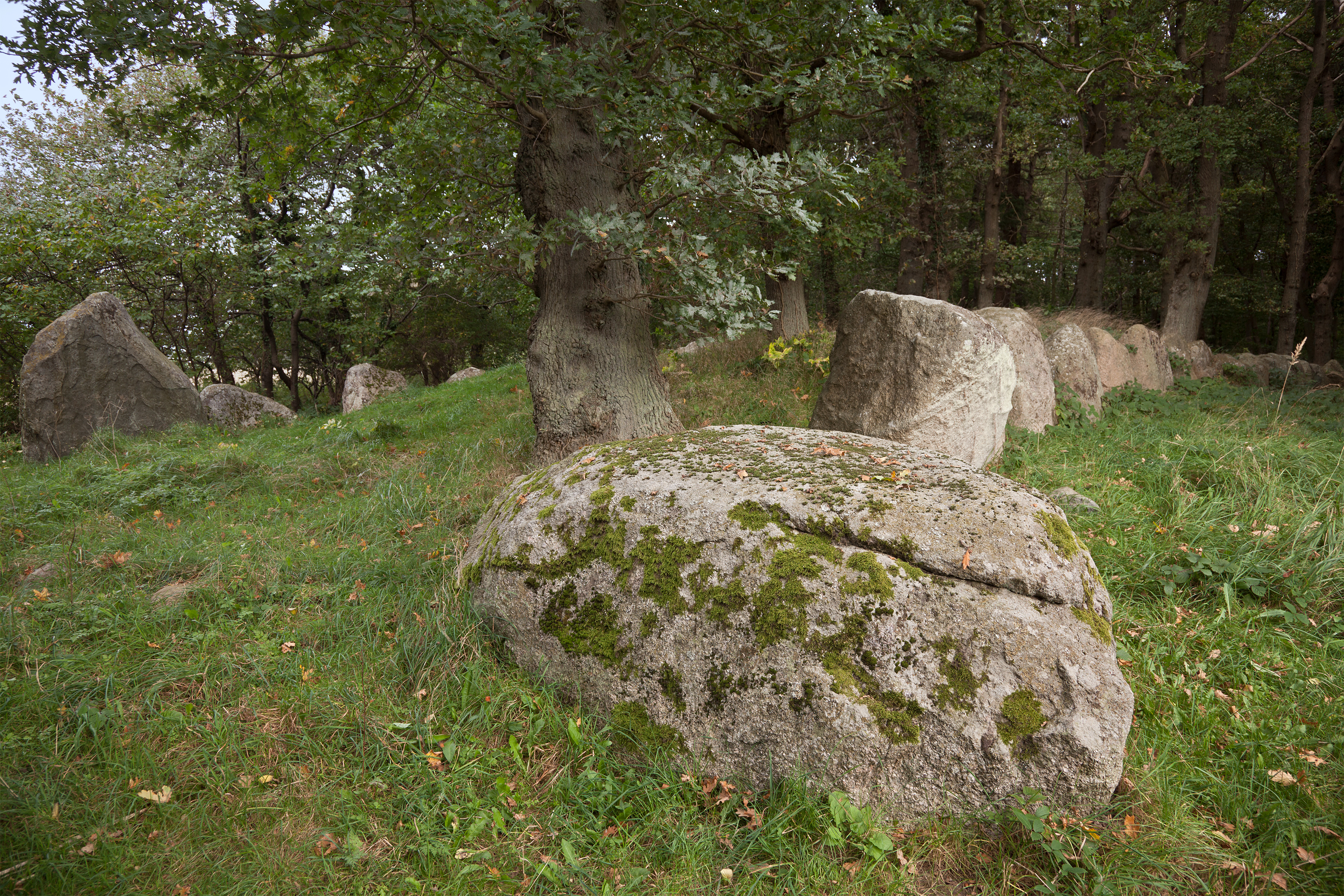
Omvergeworpen Wächtersteine van Dwasieden

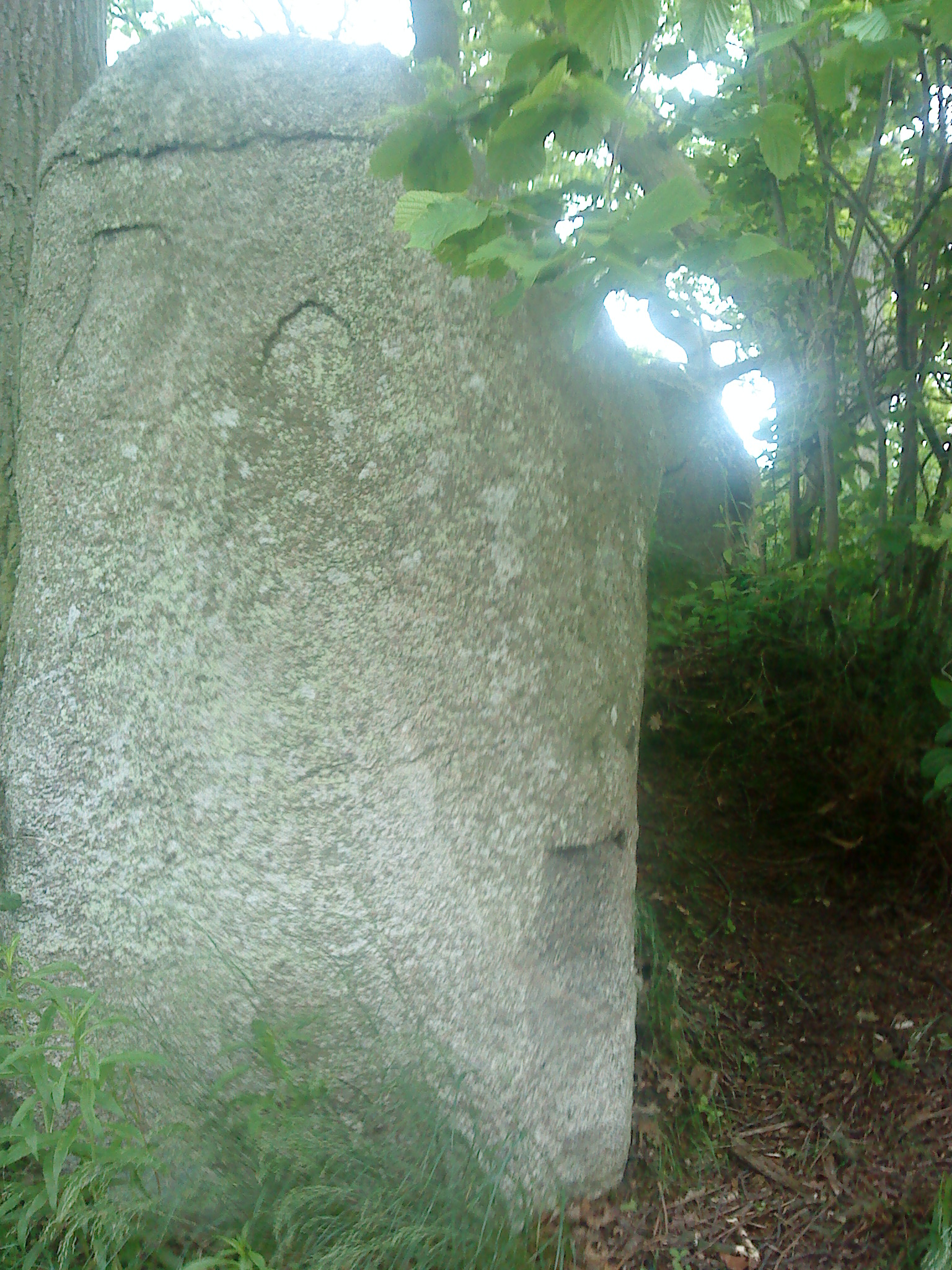
Wächterstein voor een hunebed, Lancken-Granitz

Wächtersteine is een archeologische term voor grote rotsblokken die uitsluitend in paren worden gebruikt op de hoeken van rechthoekige en trapeziumvormige langgraven van de trechterbekercultuur (TBK). Individuele stenen die werden opgesteld in de buurt van Belgische, Bretonse en Corsicaanse megalithische systemen, worden daarentegen "Menhir-indicateur" genoemd.
Wächtersteine zijn sporadisch te vinden in Denemarken en Scandinavië, maar vooral in Mecklenburg-Voor-Pommeren, Nedersaksen (Salongrab), Saksen-Anhalt (Drebenstedt, Leetze, Winterfeld) en af en toe in Holstein (Hünenbett "Alter Hau"). Het zijn opvallend grote blokken die de hoekstenen vormen van een megalithische kamer of als een ante uit de falanx steken en de smalle zijden van de muren een monumentaal aanzien geven.
Wächtersteine zijn meer typerend voor trapeziumvormige hunebedden dan voor rechthoekige. In Duitsland zijn de meest indrukwekkende overgebleven voorbeelden te vinden op de trapeziumvormige structuren van Dwasieden, Dummertevitz en Nobbin op het eiland Rügen.
- Bij de grote dolmen van Dwasieden zijn er aan het bredere uiteinde Wächtersteine van respectievelijk 3,3 en 3,5 meter hoogte en op de smalle van 1,4 en 1,6 meter.
- Aan het brede uiteinde van Nobbins trapeziumvormige bed bevinden zich Wächtersteine van respectievelijk 3,3 en 3,4 meter lengte en een gewicht van 25 ton. Aan het smalle uiteinde zijn ze 1,5 meter hoog en wegen ze bijna zes ton.

Op het vasteland van Mecklenburg haalt slechts één blok op het kamerloos langgraf Kritzow-kamer een hoogte van 2,5 m. De Wächtersteine van bouwwerken in de Altmark bereiken hoogten tot 2,8 meter.
In sommige bouwwerken werden de Wächtersteine zo opgesteld dat de hoekstenen schuin uit de falanx steken, zoals bij de Urdolmen van Frauenmark, de Landkreis Parchim en het ganggraf van Mellen, in Landkreis Prignitz. Bij het ganggraf van Naschendorf, Landkreis Noordwest-Mecklenburg, zijn alle blokken aan de smalle zijden hol, zodat de hoeken uitsteken. Deze vorm wordt ook gebruikt bij de bredere smalle kant van het trapeziumvormige bed van Kruckow, oud Landkreis Demmin.
Geheel los van de falanx van de omheining bevinden zich de beschermstenen op een aantal rechthoekige megalithische bedden. De blokken zijn opgesteld als een ante-achtige verlenging van de lange zijden. Andere beschermstenen komen niet of slechts in geringe mate uit de omgeving. Voorbeelden zijn de hunebedden van Grevesmühlen-Barendorf, Barkvieren, Rostock en Mankmoos, Noordwest Mecklenburg.
Onderzoek aan de Wächtersteine van Dwasieden, Lancken-Granitz 1 en Nobbin toonde aan dat de Wächtersteine niet geïsoleerd waren opgesteld van de andere blokken van de omheining. Hun bases bevindt zich op dezelfde hoogte als de andere stenen van de omheining en er zijn / bestonden verbindingen in de vorm van stapelmuren met de aangrenzende blokken. Hoewel het belangrijk was om bijzonder hoge wachtstenen te hebben, werden meestal alleen keien opgetrokken die een groot staoppervlak hadden en zo een garantie voor stabiliteit boden (inherente statica). Deze noodzaak wordt getoond door een Wächterstein van de  Dwasieden-locatie, die geen statisch gunstige basis heeft en omviel, zoals de 40 napjes op de bovenkant laten zien (napjessteen).
Een variant van het idee van de Wächtesteine zijn die smalle zijden van lange hunebedden waarin alle (vier of vijf) stenen van bijna dezelfde hoogte vele malen de hoogte van de stenen aan de lange zijden uitsteken, zoals het geval is bij de Visbek-faciliteiten (Visbeker Braut und Bräutigam).

## Betekenis
Het gebied tussen de Wächtersteine op het hunebed van Nobbin, dat tot op de natuurlijke grond werd blootgelegd, toonde geen bijzonder gebruik van het voorplein. Wat echter opvalt, is dat aan de smalle zijden van veel megalithische vindplaatsen grote hoeveelheden vuursteenpuin werden gevonden, die blijkbaar ter plaatse zijn geproduceerd, aangezien er ophopingen waren waarbij een deel van het puin uit dezelfde kern kwam. Dergelijke waarnemingen werden ook gedaan bij de "Wächters" van Dwasieden en Lancken-Granitz. Het meest indrukwekkend zijn de vele T-stukken die in verschillende stapels aan het licht kwamen op de stele-achtige blokken rond de rechthoekige dolmen 2 van Serrahn, in Landkreis Mecklenburgische Seenplatte. Ze lagen zo in elkaar dat ze zonder enige twijfel op de locatie zijn gemaakt. Er werden echter ook grote aantallen kapsels gevonden op een sluitsteen van doorgangsgraf 1 van Gnewitz, district Bad Doberan. Geen van de kapsels is geretoucheerd. Ze hebben slechts indirect te maken met het beoogde doel van de Wächtersteine.